# San Diego
|  | Per a altres significats, vegeu «San Diego (desambiguació)». |

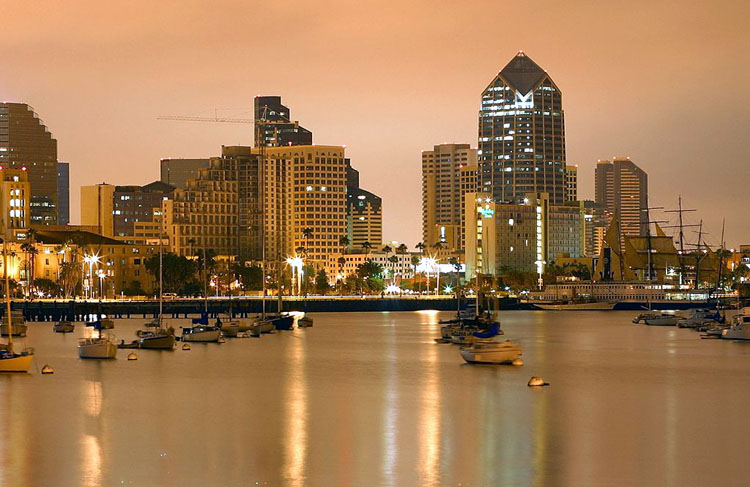
San Diego, 2001

San Diego ("Sant Dídac") és una ciutat situada a l'extrem sud-oest de l'estat de Califòrnia, als Estats Units, i, per tant, a l'extrem sud-oest continental dels Estats Units. Es localitza al Comtat de San Diego—del qual és la seu—, el qual fa frontera amb Tijuana, Mèxic.
És la segona ciutat més gran de Califòrnia i la vuitena del país; el 2014 tenia una població total estimada d'1.381.069 habitants. San Diego acull diverses bases militars, incloent-hi ports de l'armada nord-americana i bases d'infanteria de marina.
És a més la seu de l'armada més gran del món, incloent-hi dos superportaavions de l'armada, el CVN-68 i el USS Ronald Reagan (CVN-76), cinc vaixells d'assalt amfibi, uns quants submarins nuclears i molts vaixells més petits. Un dels dos centres de reclutament de la infanteria de marina és aquí. Com a prova de la seva vinculació històrica amb la marina americana, uns quants vaixells s'han dit USS San Diego per a honorar la ciutat.

## Història
L'àrea originalment va ser habitada pel poble indígena Kumeyaay, que avui dia manté una presència al Comtat. El 1542 va ser el descobriment europeu amb l'arribada d'una expedició manada per Juan Rodríguez Cabrillo, marí portuguès sota la bandera espanyola. Originalment aquest li va posar el nom San Miguel.
La badia de San Diego i l'àrea de la ciutat moderna van rebre el seu nom de Sebastián Vizcaíno, que cartografiava l'Alta Califòrnia per Espanya el 1602. Els exploradors van acampar prop d'un llogaret indi que deia "Nipaguay" i van fer una missa en honor de San Diego d'Alcalá.
El 1769, Gaspar de Portolà i la seva expedició van fer-hi un presidi, i el diumenge 16 de juliol, els frares franciscans Fra Juníper Serra, Juan Vizcaíno i Fernando Parrón van alçar i van beneir una creu, establint així la primera missió de l'Alta Califòrnia, la Missió de San Diego d'Alcalá. Els colons van començar a arribar l'any 1774, però els indis nadius de la zona es van rebel·lar a l'any següent. Van matar el missioner i dues persones més, i van cremar la missió.
Fra Juníper Serra va fer la reconstrucció, i dos anys després, es va començar a construir un edifici d'atovó. Per al 1797 la missió era la més gran de Califòrnia, amb més de 1400 indis. El 1821, Espanya va reconèixer la independència de Mèxic i el territori va passar a control mexicà.
El governador de Califòrnia (que incloïa l'actual estat de Califòrnia i la península de Baixa Califòrnia va traslladar la seva capital des de Monterey a San Diego. El 1834 la missió va ser secularitzada i 432 persones van fer una petició al governador José Figueroa per a fer una ciutat, petició que va ser aprovada pel comandant Santiago Argüello. El primer alcalde triat va ser Juan María Osuna, guanyant a Pío Pico a les 13 paperetes lliurades. Però la població de la ciutat va disminuir fins a unes 100 habitants. A finals dels anys 1830 va perdre el seu estatus de ciutat fins que la província de l'Alta Califòrnia es va convertir en estat nord-americà el 1848 després de ser presa a Mèxic a conseqüència de la Guerra Mexicano-Nord-americana.
El poble va ser designat seu del nou Comtat de San Diego. El 1885, San Diego va ser finalment connectat a la resta dels Estats Units per ferrocarril.
La significativa presència de l'armada va començar el 1907 amb l'establiment d'una base naval per a l'aprovisionament de carbó dels vaixells. A poc a poc el nombre de bases va començar a multiplicar-se a causa de les necessitats de les forces navals.
San Diego va ser amfitrió de dues Fires Mundials, l'Exposició Panamà-Califòrnia de 1915 i l'Exposició Internacional Califòrnia-Pacífic de 1935. Des de la Segona Guerra Mundial, les forces armades han tingut la posició dominant a l'economia local. Però des del final de la Guerra Freda, ha disminuït considerablement la presència militar. Des de llavors, San Diego ha arribat a ser un centre de la indústria biotecnològica i és la seu central de la corporació de telecomunicacions Qualcomm.

## Fills il·lustres
- Carol W. Greider (1961) biòloga molecular, Premi Nobel de Medicina o Fisiologia de l'any 2009.